# Грослангенфельд
Грослангенфельд (нем. Großlangenfeld) — община в Германии, в земле Рейнланд-Пфальц. 
Входит в состав района Айфель-Битбург-Прюм. Подчиняется управлению Прюм.  Население составляет 118 человек (на 31 декабря 2010 года). Занимает площадь 6,98 км².